# Ulrich Mühe
Ulrich Mühe (ur. 20 czerwca 1953 w Grimma w Saksonii, zm. 22 lipca 2007) – niemiecki aktor.
Absolwent Wyższej Szkoły Teatralnej w Lipsku. Grał m.in. w sztukach Szekspira i Ibsena na deskach teatrów Hamburga i Wiednia. W 2005 roku otrzymał Niemiecką Nagrodę Telewizyjną, a w 2006 nagrodę EFA dla najlepszego europejskiego aktora za rolę agenta Stasi w filmie Życie na podsłuchu.
Zmarł 22 lipca 2007 r. w Walbeck w Saksonii-Anhalt. Przyczyną śmierci aktora był rak żołądka.